# Warren (Maine)
Warren és una població dels Estats Units a l'estat de Maine (EUA). Segons el cens del 2000 tenia 3.794 habitants.

## Demografia
Segons el cens del 2000, Warren tenia 3.794 habitants, 1.346 habitatges, i 970 famílies. La densitat de població era de 31,6 habitants/km².
Dels 1.346 habitatges en un 37,1% hi vivien nens de menys de 18 anys, en un 58,8% hi vivien parelles casades, en un 8,5% dones solteres, i en un 27,9% no eren unitats familiars. En el 20,1% dels habitatges hi vivien persones soles el 7,5% de les quals corresponia a persones de 65 anys o més que vivien soles. El nombre mitjà de persones vivint en cada habitatge era de 2,6 i el nombre mitjà de persones que vivien en cada família era de 2,98.
Per edats la població es repartia de la següent manera: un 25,4% tenia menys de 18 anys, un 6,9% entre 18 i 24, un 32,8% entre 25 i 44, un 24,7% de 45 a 60 i un 10,2% 65 anys o més.
L'edat mediana era de 37 anys. Per cada 100 dones de 18 o més anys hi havia 118,3 homes.
La renda mediana per habitatge era de 35.662 $ i la renda mediana per família de 41.086 $. Els homes tenien una renda mediana de 30.109 $ mentre que les dones 20.638 $. La renda per capita de la població era de 15.655 $. Entorn del 3,3% de les famílies i el 6,7% de la població estaven per davall del llindar de pobresa.